# Михаил, принц Греческий и Датский
Принц Михаил Греческий и Датский (греч. Πρίγκιπας Μιχαήλ της Ελλάδος και της Δανίας; 7 января 1939, Рим — 28 июля 2024, Афины) — автор исторических романов и биографий царственных особ на французском языке, известный под именем Michel de Grèce, был соавтором американского журнала Architectural Digest.

## Рождение и семья
Родился в Риме, был единственным ребёнком в семье принца Греческого и Датского Христофора и его второй жены Франсуазы. По отцу он был внуком Георга I и Ольги Константиновны, а по матери — Жана Орлеанского и Изабеллы. Отец умер, когда Михаилу был год.
После смерти отца семья Михаила переехала в Лараш (Испанский сектор Марокко). По окончании Второй мировой войны они переехали в Малагу, и позже — в Париж.
Мать Михаила умерла в Париже в начале 1953 года. Его стал воспитывать его дядя, Генрих Орлеанский.
Он позже признал, что его дядя был плохим управляющим активами своего подопечного, но утверждал, что не было никаких должностных преступлений или попыток скрыть убытки. Он также прокомментировал, что, несмотря на утверждения об обратном, печально известные отношения его дяди с его помощницей Моникой Фриез.
Майкл изучал политологию в Париже. Он унаследовал от своей матери половину доли в поместье Нувион-ан-Тьераш, когда-то резиденцию герцогов де Гиз, которую унаследовал Орлеанский дом, включавшую большой замок и малый замок в Эна. Граф Парижский владел другой половиной Нувиона. Он и Майкл продали большой замок в 1980 году городу Рубе, который впоследствии стал конференц-центром по изучению окружающей среды. Малый замок был продан в 1986 году местному правительству.
Михаил был единственным членом греческой королевской семьи, не оставившим Грецию после провала Движения 13 декабря 1967 года. Кроме того, он — единственный член греческой королевской семьи, имеющий греческое гражданство (зарегистрирован в реестре в Афинах как «Μιχαήλ Ντε Γκρες» — Михаил Греческий).
В 1999 году принц Михаил Греческий прилетел в Москву для встречи с кузиной Натальей Андросовой: он готовился к написанию книги о князе Николае Константиновиче, для чего постоянно вёл работу с российскими государственными архивами. В организации встречи принца Михаила и Натальи участвовал один из московских друзей принца Михаила, журналист Юрий Канский. Вернувшись в Париж, принц Михаил написал биографию Николая Константиновича «La nuit blanche de Saint-Petersbourg» (фр. Белая ночь Санкт-Петербурга). Книга вышла в 2000 году, уже после смерти Натальи, а в 2002 году вышел русский перевод книги под названием «В семье не без урода: Биография Великого князя Николая Константиновича».

## Образование и военная служба
Михаил до 1960 года изучал политологию в Париже. В начале 1960-х четыре года отслужил в Греческой армии, службу завершил в ранге третьего лейтенанта.

## Брак и дети
7 февраля 1965 года заключил брак с греческой художницей Марине Карелла (род. 17 июля 1940) в королевском дворце в Афинах. Её родителями были Теодор Карелла и Элли Халикиопулос. Это был морганатический брак, перед которым принц Михаил отказался от любых прав на престол Греции от имени себя и своих будущих потомков; отречение произошло до вступления в брак, поэтому брак был одобрен королём.
«Из-за конституционных ограничений», гласила статья в Нью-Йорк Таймс, «невеста не получит титул принцессы. Она будет известна, как Марина, супруга принца Греции Михаила». Далее в статье говорится, что невеста была внучкой владельца текстильной фабрики, инвестиции в которую подняли бюджет семьи и общественное мнение.
Для их будущих потомков использование титула «Принц и Принцесса Греческие» было признано королём, но они не будут иметь титула королевское высочество, а также Принцев и Принцесс Датских, традиционно предоставляемых членам греческой королевской семьи.
В семье родились две дочери:
- принцесса Александра Греческая (род. 15 октября 1968), замужем за Николасом Мирзаянцем (род. 1 января 1963), от которого двое сыновей:
  - Тигран Мирзаянц (род. 2000)
  - Дариус Мирзаянц (род. 2002)
- принцесса Ольга Греческая (род. 17 ноября 1971), с 2008 года замужем за своим троюродным братом принцем Аймоне Савойским, сыном Амадея Савойского. У Аймоне и Ольги трое детей:
  - Умберто Савойский[итал.] (род. 2009)
  - Амедео (род. 2011),
  - Изабелла (род. 2011)

## Смерть
Принц Михаил умер 28 июля 2024 года в больнице Афин в возрасте 85 лет. Он был последним оставшимся в живых внуком короля Греции Георга I и последним оставшимся в живых правнуком короля Дании Кристиана IX.

## Титулы и награды
- 7 января 1939 — 28 июля 2024: Его Королевское Высочество Принц Михаил Греческий и Датский
- 11 сентября 1964 Орден Слона.

## Произведения
Принц Михаил также писал книги под именем Мишель Де Грес. Он написал более 20 книг, биографий и исторических романов:
- The White Night of St. Petersburg, исторический роман.
  - Князь Михаил Греческий. В семье не без урода: Биография Великого князя Николая Константиновича / перевод: Елена Кассирова. — М.: Захаров, 2002. — 272 с. — ISBN 5-8159-0263-2.
- Crown Jewels of Britain and Europe (1983, неоднократно переиздавалась)
- Rani, La femme sacrée (1984 — французская версия, 2013 — английская версия: романизированная биография Лакшми Баи)
- Le palais des larmes(1988)
- Sultana (Harper & Row, 1993)
- The Empress of Farewells: The Story of Charlotte, Empress of Mexico (2002)
- Living with Ghosts
- Unusual Memories (2004)
- Louis XIV: The Other Side of the Sun
- Le Rajah Bourbon (2007)